# Amsonia tomentosa
Amsonia tomentosa är en oleanderväxtart som beskrevs av John Torrey och Frem.. Amsonia tomentosa ingår i släktet Amsonia och familjen oleanderväxter. Utöver nominatformen finns också underarten A. t. stenophylla.